# Abraham z Armenii
Abraham z Armenii (zm. V wiek) – ormiański kapłan, uczeń Męczenników Leontyńskich.
Był poddawany długim torturom, następnie został jednak uwolniony. Aż do śmierci był eremitą. Czczony jako święty w Kościele ormiańskim. Wspomnienie przypada 20 grudnia.